# 志田奈津帆
志田 奈津帆（しだ なつほ）は、日本のミュージカル俳優である。劇団四季所属。

## 経歴
2018年に劇団四季研究所入所。『リトルマーメイド』札幌公演で初舞台を踏む。

## 人物
中学・高校では演劇部に所属。『美女と野獣』の観劇をきっかけに声楽を始める。

## 出演作品
- リトルマーメイド （アンサンブル5枠/アラーナ、アリエル）[2][1]
- マンマ・ミーア! （リサ）[3]
- ジーザス・クライスト=スーパースター（アンサンブル）[1]
- 王子と少年(トム・キャンティ)